# 尉都乡
尉都乡，是中华人民共和国河北省保定市易县下辖的一个乡镇级行政单位。

## 行政区划
尉都乡下辖以下地区：
尉都村、西城阳村、东城阳村、朔内村、东娄山村、台坛村、孝村、西邵村、黄金庄村、东庄村和曲城村。